# Miloš Herbst
Miloš Herbst (6. května 1942 Brno – 2. května 2024, Plzeň) byl československý fotbalista, útočník.

## Fotbalová kariéra
Začínal v Lokomotivě Liberec, po přestávce pokračoval až ve čtvrtém ročníku průmyslovky za Baník Hrdlovka. Ligu hrál za TJ Sklo Union Teplice a Škodu Plzeň, kariéru končil ve VTŽ Chomutov. V československé lize nastoupil ve 48 utkáních a dal 17 gólů. Byl členem reprezentačního týmu na letní olympiádě 1968 v Mexiku, kde nastoupil v 1 utkání a dal 1 gól.

## Ligová bilance
| Ročník                                     | Zápasy | Góly | Minuty | Klub                  |
| ------------------------------------------ | ------ | ---- | ------ | --------------------- |
| 1. československá fotbalová liga 1964/1965 | 11     | 4    | 891    | TJ Slovan Teplice     |
| 1. československá fotbalová liga 1965/1966 | 8      | 3    | 720    | TJ Sklo Union Teplice |
| 1. československá fotbalová liga 1967/1968 | 25     | 8    | 2 181  | Škoda Plzeň           |
| 2. československá fotbalová liga 1968/1969 | –      | –    | –      | Škoda Plzeň           |
| 1. československá fotbalová liga 1970/1971 | 4      | 2    | 232    | Škoda Plzeň           |
| CELKEM                                     | 48     | 17   | 4 024  |                       |